# Berdeniella granulosa
Berdeniella granulosa är en tvåvingeart som beskrevs av Vaillant 1976. Berdeniella granulosa ingår i släktet Berdeniella och familjen fjärilsmyggor. Inga underarter finns listade i Catalogue of Life.